# Karphi

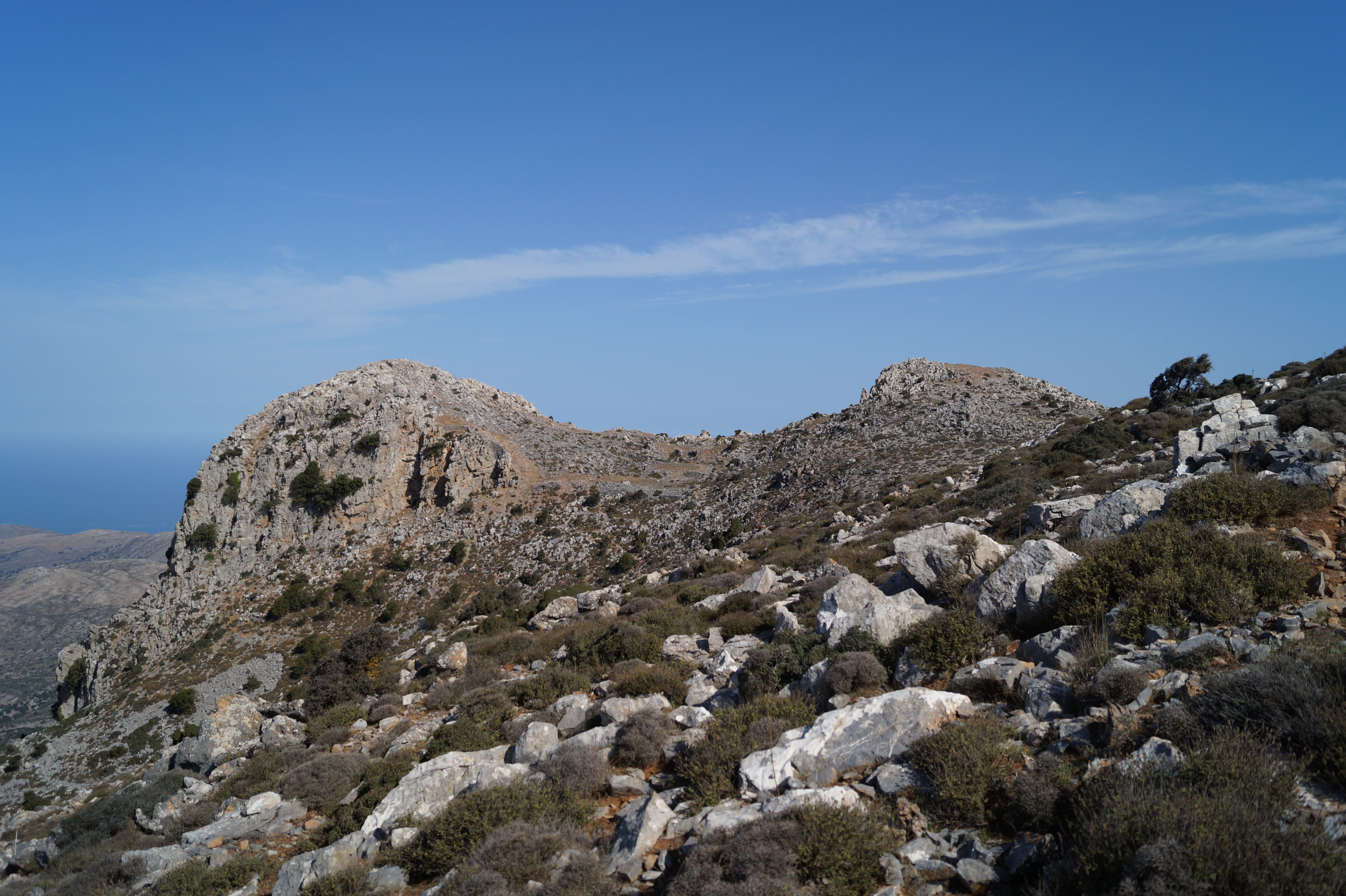
Lage der Siedlung zwischen den Bergen Karfi (links) und Mikri Koprana (rechts)

Karphi (griechisch Καρφί Karfi, ‚Nagel‘) ist die Bezeichnung einer spätminoischen Höhensiedlung am Westrand des bis zu 1559 Meter hohen Selena-Gebirges (Όρος Σελένα Oros Selena) auf der griechischen Insel Kreta. Die über 250 × 450 Meter große Ausgrabungsstätte auf einer Höhe von etwa 1110 Metern ist nach dem Gipfel des Berges Karfi benannt, an dem sie unmittelbar an einem Südosthang liegt. Die Siedlungsreste befinden sich nordwestlich der Nisimos-Hochebene (Οροπέδιο Νήσιμου Oropedio Nisimou), ungefähr 7,5 Kilometer südlich des Stadtzentrums von Malia an der Nordküste Kretas und 2,5 Kilometer nordwestlich von Tzermiado.

## Geschichte
Die schwer erkennbaren Siedlungsreste von Karphi sind mit niederer Vegetation zugewachsen und der Erosion ausgesetzt, nachdem im 20. Jahrhundert ihre Freilegung durch Archäologen erfolgte, unter anderem 1937 bis 1939 durch John Pendlebury. Dabei nimmt man an, dass nur etwa ein Drittel der ursprünglichen Bebauungsfläche ausgegraben wurde. In mittelminoischer Zeit (2000 bis 1550 v. Chr.) befand sich hier wahrscheinlich ein Gipfelheiligtum.

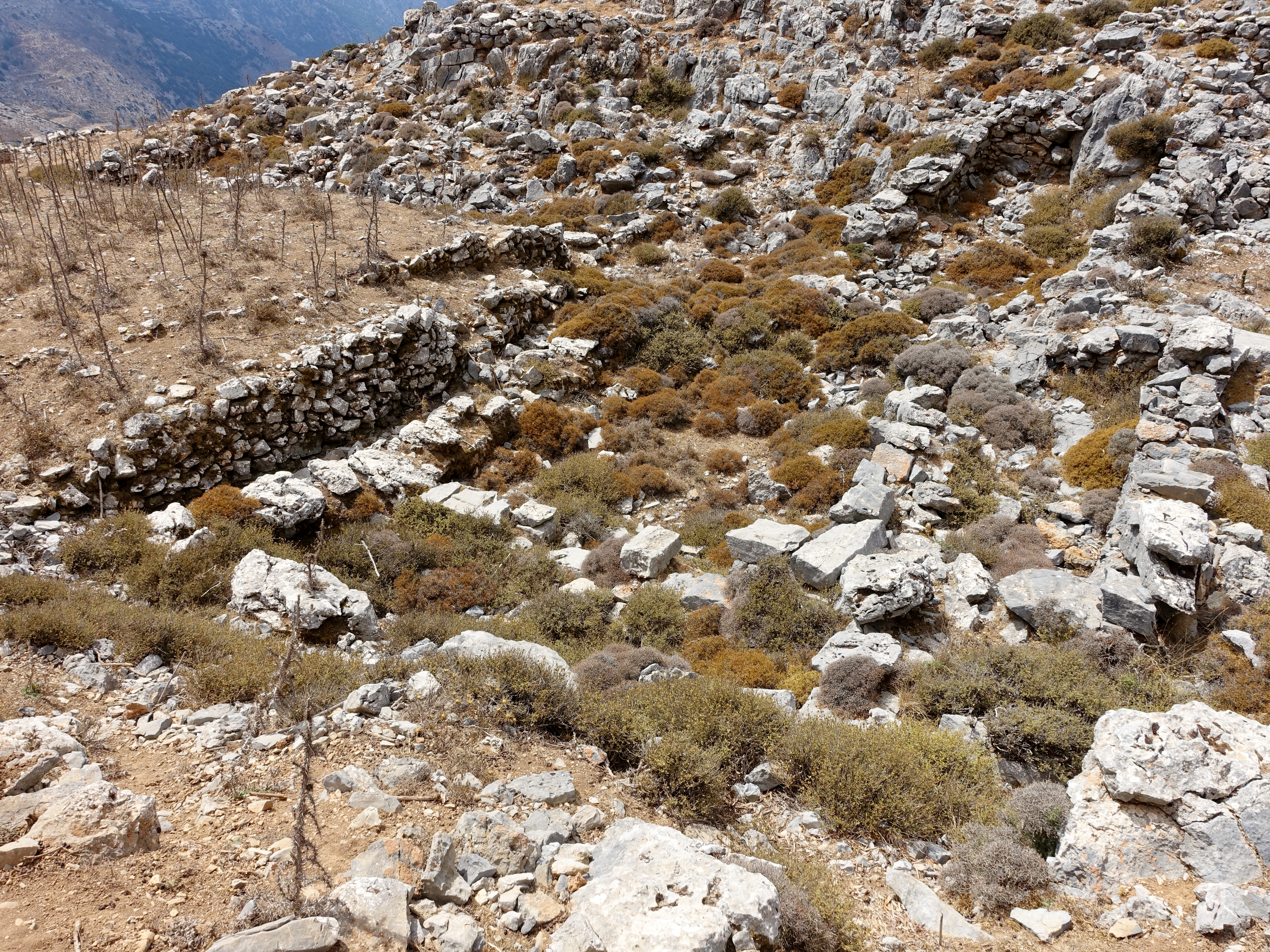
Das „große Haus“ im Westviertel

Die Entstehung der Siedlung mit einstöckigen Häusern, gepflasterten Straßen und einem Schrein mit Altar wird in die spätminoische Periode SM III C datiert, der Zeit des „Seevölkersturms“. Nahe dem Ort, in dem wohl zeitweise etwa 3500 Bewohner lebten, wurden zwei Friedhöfe mit Tholosgräbern gefunden, 17 kleine Gräber rund um die Vitzelovrysis-Quelle und 4 in der Nähe der Astividero-Quelle.
Die Menschen lebten von der Jagd, ihren Herdentieren und dem Olivenanbau unterhalb der Siedlung. Richard Wyatt Hutchinson bezeichnet die ganzjährig bewohnte Siedlung in den Bergen als Zufluchtsort, der wohl nur aus Gründen der Verteidigung gewählt wurde, da die Lebensbedingungen dort wegen des Wetters offensichtlich härter waren als in den Niederungen oder an der Küste Kretas.
Die Siedlung bestand bis in die nachminoische Zeit. Sie wurde nach etwa zwei Jahrhunderten um 950 bis 900 v. Chr. aufgegeben. In der Siedlung von Karphi gefundene Keramik ist im Raum 11 des Archäologischen Museums von Iraklio ausgestellt.

Ausgrabungsstätte und Fundstück
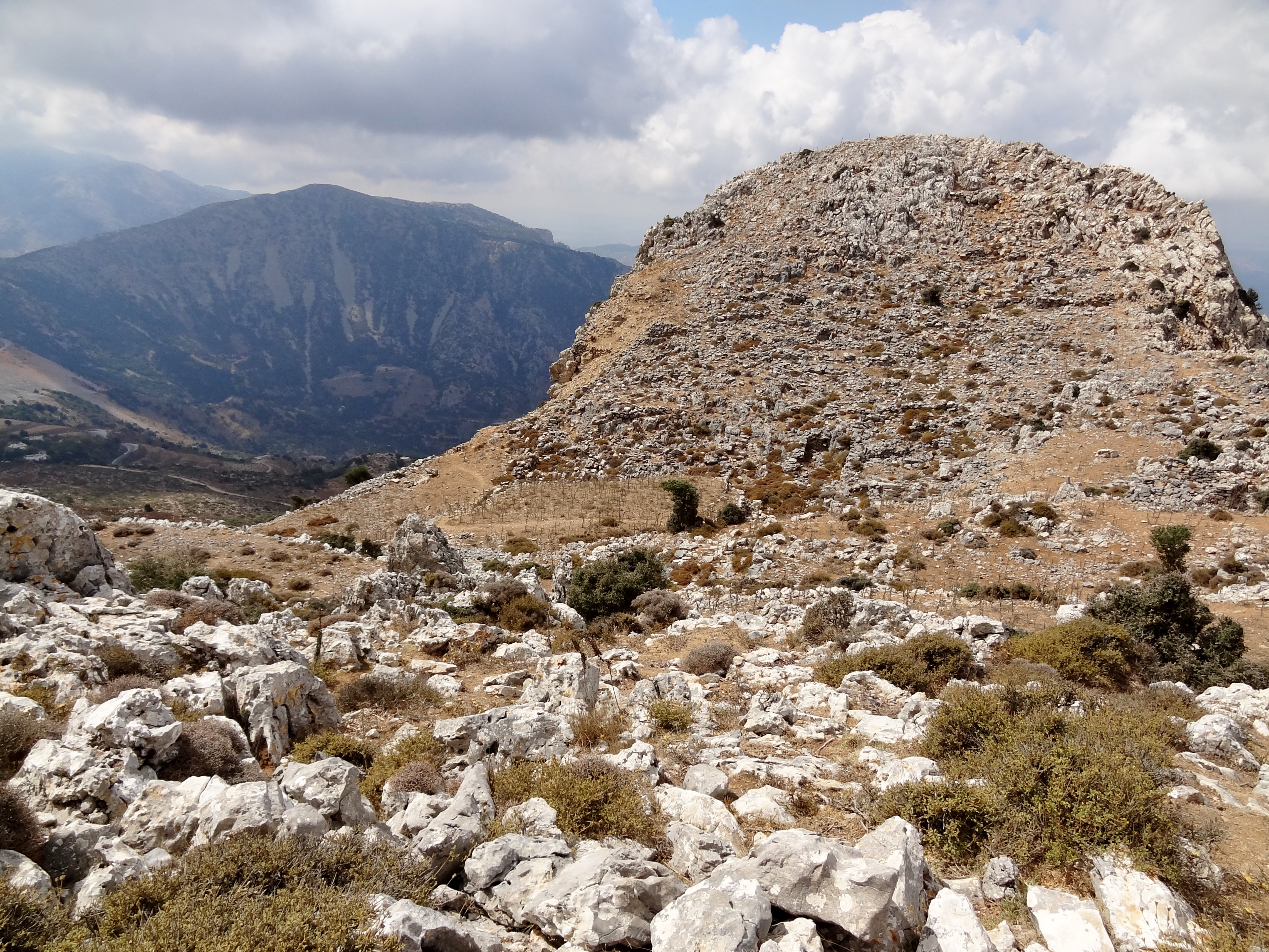
Ostseite des Karfi
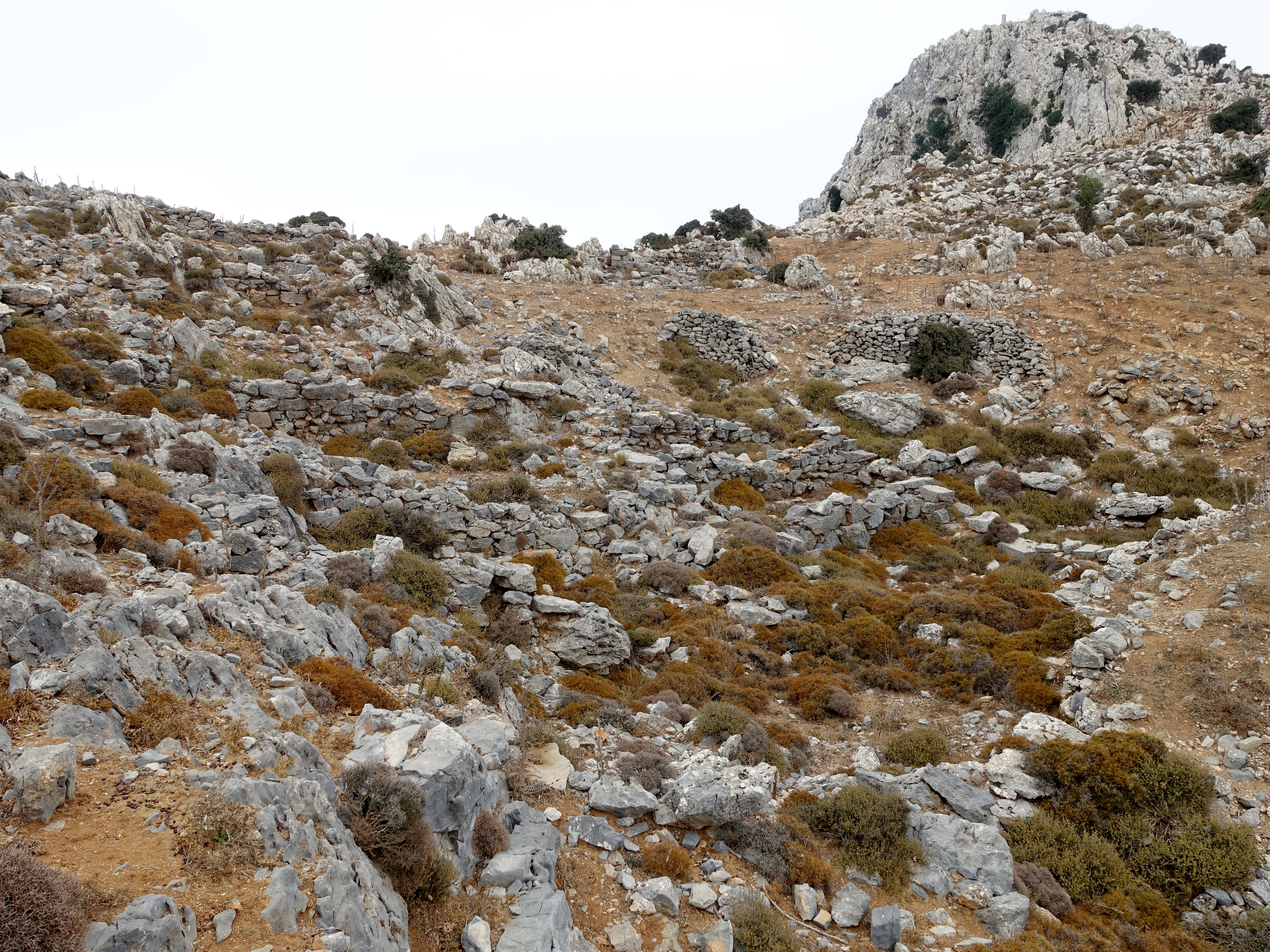
Siedlungsreste
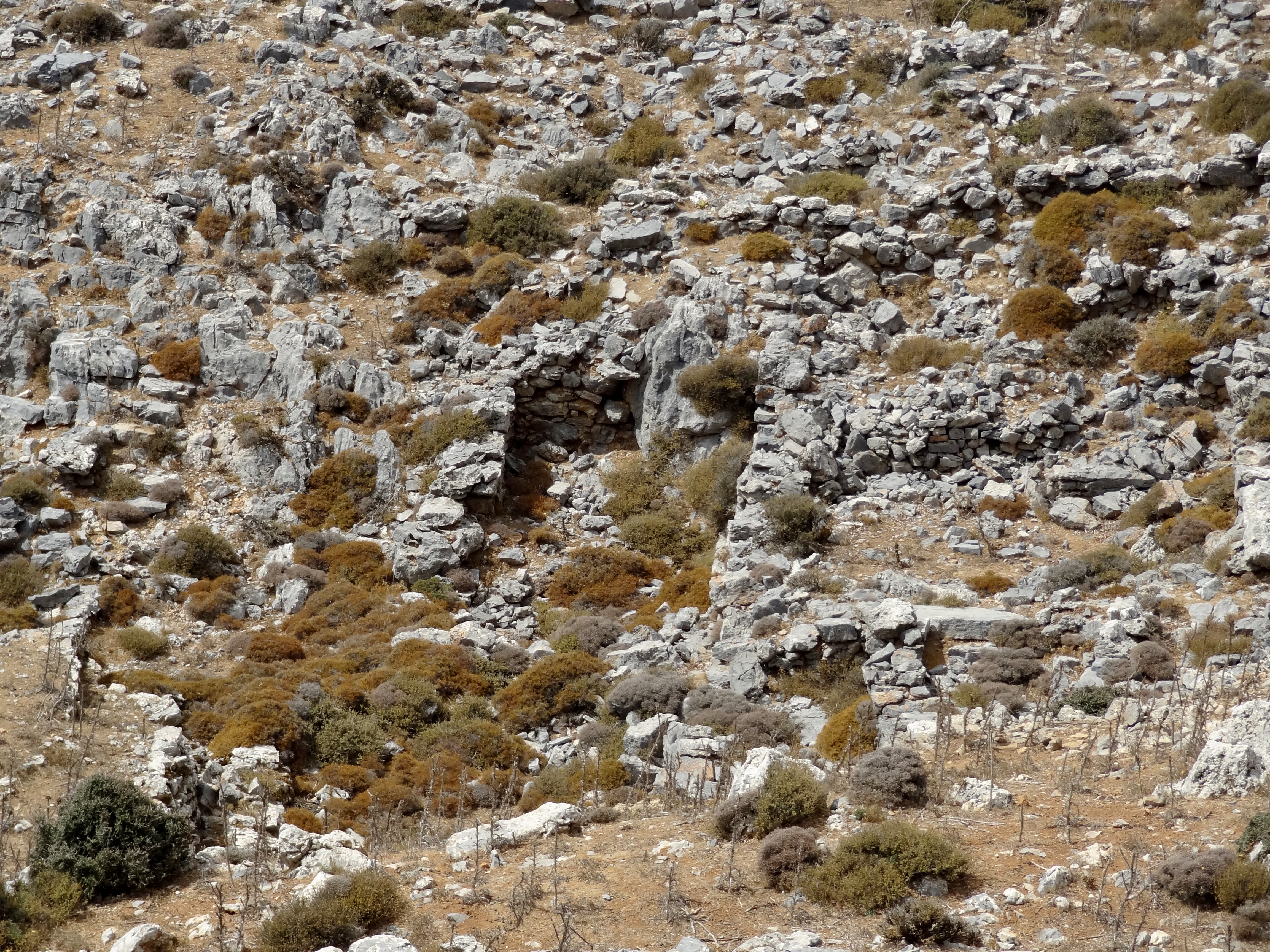
Mauern im Westviertel
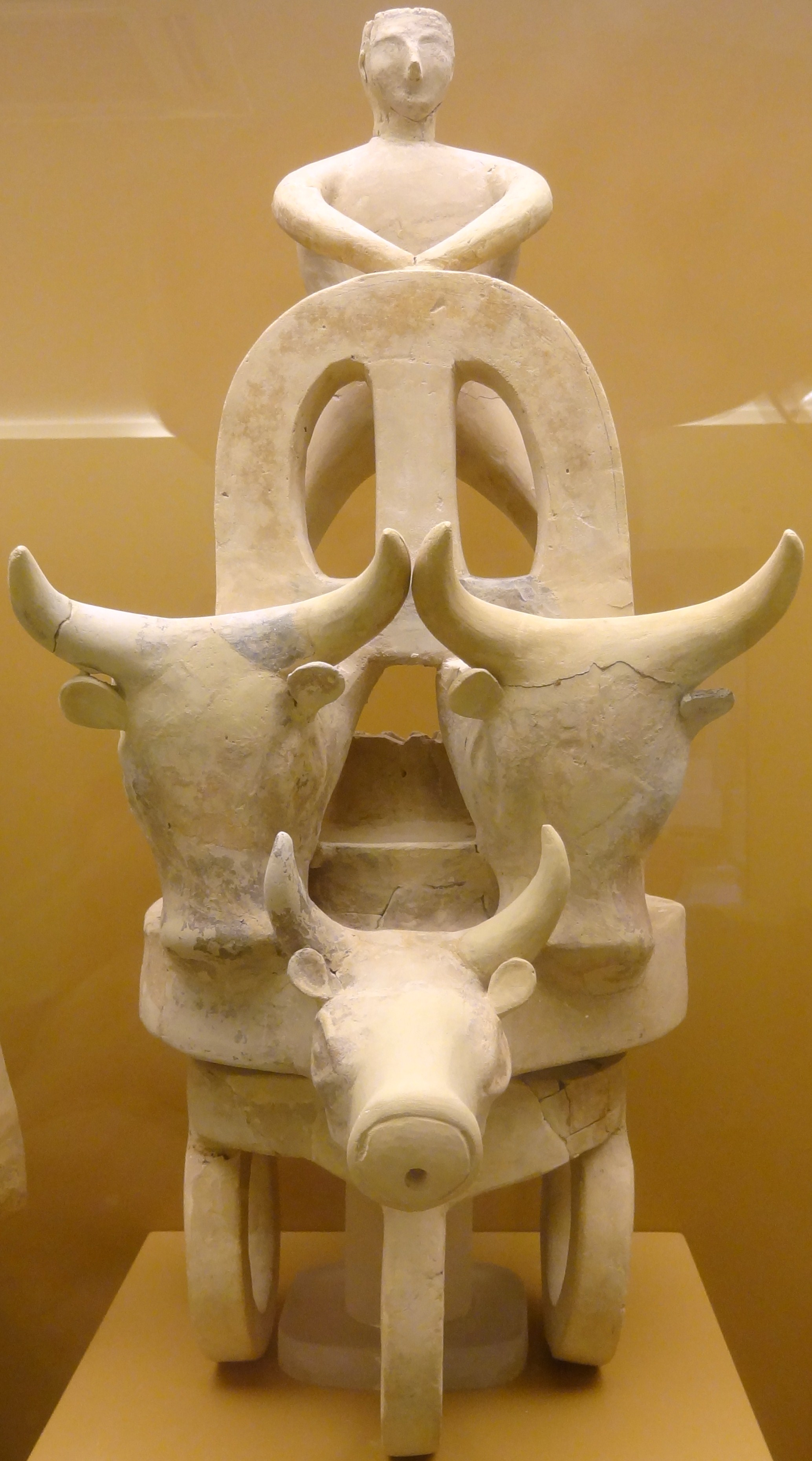
Fundstück